# Suvaja (Kozarska Dubica)
Pour les articles homonymes, voir Suvaja.
Suvaja (en serbe cyrillique : Суваја) est un village de Bosnie-Herzégovine. Il est situé dans la municipalité de Kozarska Dubica et dans la république serbe de Bosnie. Selon les premiers résultats du recensement bosnien de 2013, il compte 97 habitants.

## Démographie

### Évolution historique de la population dans la localité
| 1948 | 1953 | 1961 | 1971 | 1981 | 1991 | 2013 |
| ---- | ---- | ---- | ---- | ---- | ---- | ---- |
| 154  | 149  | 152  | 182  | 162  | 151, | 97   |

|  |